# Olivstrimmig tyrann
Olivstrimmig tyrann (Mionectes olivaceus) är en fågel i familjen tyranner inom ordningen tättingar.

## Utseende och läte
Olivstrimmig tyrann är en liten och energisk tyrann. Den är överlag olivgrön, med strimmig undersida och en ljus fläck bakom ögat. Den överlappar med liknande streckbröstad tyrann, men olivstrimmig tyrann har mycket grönare huvud och saknar tydligt grått på panna och strupe, även om den kan ha grå anstrykning på hjässan. Sången är en mycket ljus och svårhörd serie visslingar. 

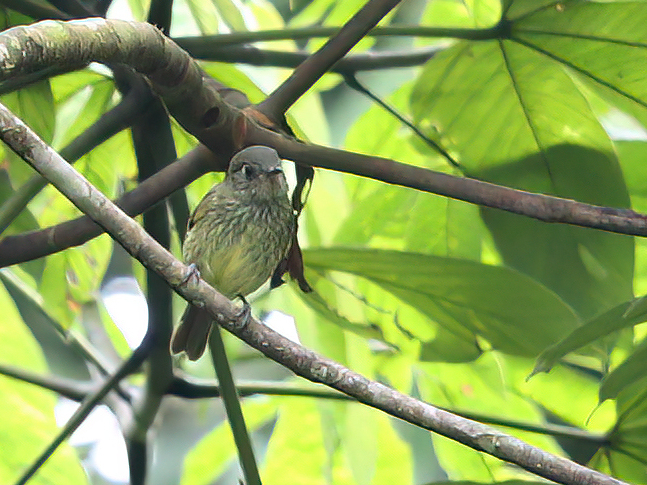

## Utbredning och systematik
Fågeln delas in i fem underarter med följande utbredning:
- Mionectes olivaceus olivaceus – lågland och förberg i östra Costa Rica och västra Panama.
- Mionectes olivaceus hederaceus – Panama (österut från Veraguas), norra och västra Colombia (Caucadalen, Andernas västsluttning och låglänta områden) samt västra Ecuador (i söder till Loja)
- Mionectes olivaceus galbinus – Santa Marta-regionen i norra Colombia
- Mionectes olivaceus venezuelensis – Sierra de Perijá, N Venezuela (Falcón till Sucre) och söderut utmed Andernas östra fot till södra Colombia (västra Meta); även Trinidad
- Mionectes olivaceus fasciaticollis – östra foten av Anderna från södra Colombia (västra Putumayo) söderut till södra Peru och nordvästligaste Bolivia (La Paz)

Nominatformen urskildes under en period som egen art under namnet "costaricatyrann".

### Familjetillhörighet
Arten placeras traditionellt i familjen tyranner. DNA-studier visar dock att Tyrannidae består av fem klader som skildes åt redan under oligocen, pekar på att de skildes åt redan under oligocen, varför vissa auktoriteter behandlar dem som egna familjer. Olivstrimmig tyrann med släktingar placeras då i Pipromorphidae.

## Levnadssätt
Olivstrimmig tyrann hittas i fuktiga skogar, vanligast på nedre bergssluttningar, men även i låglänt miljö i vissa platser. Den ses ofta ryttlande plocka bär från träd och rör sig gärna som en del av artblandade kringvandrade flockar.

## Status och hot
IUCN bedömer hotstatus för nominatformen och övriga underarter var för sig, båda som livskraftiga.